# Манитулин
Манитулин (англ. Manitoulin Island) — остров на озере Гурон, самый большой остров мира, расположенный в пресном озере.
Административно остров относится к канадской провинции Онтарио, а в рамках неё — к одноимённому себе округу. Население Манитулина составляет 12,6 тыс. жителей (2007).
Современное название острова происходит от искаженного индейского названия Manidoowaaling, что означает «пещера духа». Проживавшие здесь индейцы племени оттава назвали его в честь подводной пещеры, где, как говорили, жил могущественный дух. 

## География
Площадь острова — 2766 км², это чуть больше Люксембурга. Манитулин по площади занимает 31-е место среди всех островов Канады и 174-е место в мире. На острове расположено множество озёр, одно из которых — Маниту — площадью 106,42 км² является крупнейшим в мире «озером в озере».
На острове находится 10 посёлков и помимо них, 6 индейских резерваций племён, относящихся к группе анишинабе.